# Natalia Doco
Natalia Doco (Buenos Aires, 6 de septiembre de 1982) es una cantante y música argentina residente en Francia. 

## Biografía
Natalia Doco nació en Buenos Aires el 6 de septiembre de 1982.
Comenzó a darse a conocer actuando y cantando en bares. En 2004, fue candidata en el programa Operación Triunfo, la versión argentina de Star Academy. Debido al poco éxito y la mala experiencia en el programa, se mudó a México (cinco o seis años) para dar un paso atrás y aprender la profesión de cantante, actuando en clubes o festivales populares, donde interpreta canciones tradicionales y populares.
Hizo un viaje a Europa en 2011 y decidió instalarse en París después de conocer a Florian Delavega, con quien entabló una relación.
En mayo de 2014, lanzó un EP, Freezing, luego en junio su primer álbum, Mucho chino. Cantado en español e inglés, este álbum incluye tres covers: «Et Pourtant» de Charles Aznavour, «And I Love Her» de The Beatles y «La Celestina» de Lhasa de Sela. Su single «Respira» fue lanzado en junio de 2015. Actuó como telonera para varios artistas, incluido Gilberto Gil.
También en 2014, acompañó a Imany como una de las voces de la banda sonora de la película de Audrey Dana Ellas saben lo que quieren. Imany la invitó a participar en conciertos organizados para la lucha contra la endometriosis en 2015, y 2016.
A pesar de cierto éxito, pensó que su primer álbum no refleja su estilo lo suficiente, y creó su propio sello junto con su mánager y compañero. Para su nuevo proyecto, contactó al músico argentino Axel Krygier. Después de una colaboración remota, Natalia Doco grabó su segundo álbum en Argentina en octubre de 2015. Titulado El buen gualicho, cantado en español y francés, fue lanzado en septiembre de 2017. El buen gualicho recibió críticas positivas en particular en Le Monde y Madmoizelle. Al anunciar el lanzamiento de este álbum en Instagram, también reveló públicamente su embarazo. En enero de 2018, Natalia anunció que había dado a luz a un niño.

## Discografía
Álbumes
- 2014: Mucho chino (Música Belleville)
- 2017: El buen gualicho (Casa del Árbol)
- 2023: La Sagrada

Sencillos y EP
- 2014: Congelación
- 2015: Respira

Participación
- 2014: Sous les jupes des filles (banda original)

## Premios
- Prix Talents W9 2015: nominación[13]